# Nahodka
Nahodka (Находка) jelentős kikötőváros Oroszország Tengermelléki határterületén. Közigazgatásilag járási jogokkal rendelkező városkörzet.
Lakossága: 148 800 fő (2002); 159 719 fő (a 2010. évi népszámláláskor).

## Fekvése

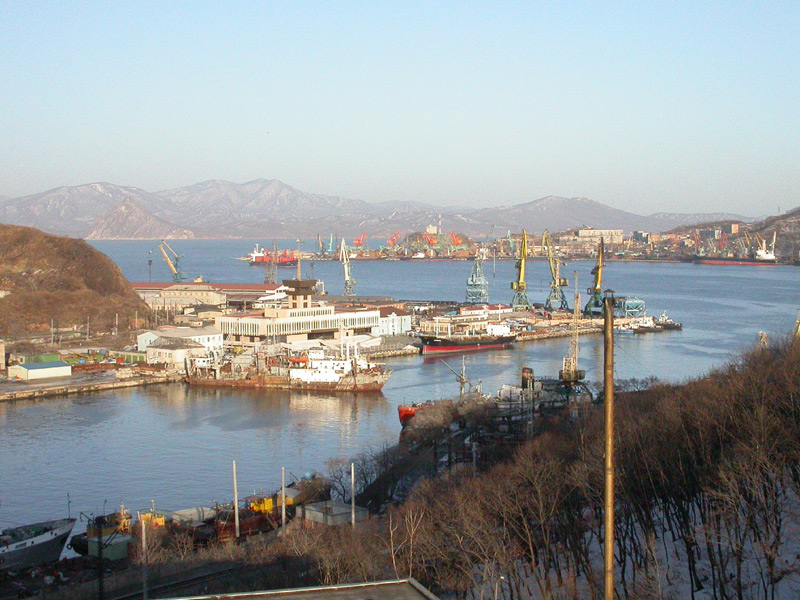
Nahodka-Kikötő

Nahodka Vlagyivosztoktól 169 km-re keletre fekszik, Partyizanszkon keresztül vasúti összeköttetése is van a területi fővárossal. A félkör alakú, kiváló természetes kikötőnek számító Amerika-öböl  (vagy Nahodkai-öböl) partján fekszik, amely a nevét arról az orosz vitorlásról kapta, amely 1859-ben egy vihar elől ide menekült. A Partyizanszkaja-folyó (Szucsan) széles tölcsértorkolatánál fekszik, az öböl északkeleti részén. Kedvező helyzetét elnevezése is kifejezi (Nahodka = talált kincs).

## Története
Az öbölben 1864-ben hoztak létre katonai posztot, majd 1907-ben létesült az első település, Amerikanka néven. A szovjethatalom létrejöttével stratégiai jelentősége felértékelődött, az 1940-es években elkezdődött egy nagy kikötő kiépítése. Az 1950-es években Vlagyivosztok a szovjet Csendes-óceáni flotta bázisa lett, így új polgári kikötő létesítése vált szükségessé; ez a kulcsa az 1950-ben várossá nyilvánított Nahodka gyors fejlődésének. 1992-ig külföldi hajók nem kereshették fel Vlagyivosztokot, így a Szovjetunió nemzetközi tengeri kereskedelmének döntő része Nahodkán keresztül zajlott. A vlagyivosztoki kikötő megnyitásával a helyzet megváltozott, a város gazdasága hanyatlásnak, népességszáma csökkenésnek indult (1992-2002 között 165 ezerről 148 ezerre csökkent a lakosságszám). Az ezredforduló után ismét gyors fejlődés vette kezdetét, ebben szerepet játszhat az, hogy a várost 1990-ben szabadkereskedelmi övezetté nyilvánították. 2002-2005 között a város népessége 149 ezerről 173 ezerre nőtt.

## Gazdaság
A város gazdasága a kikötőtől függ. A teherkikötő főként faárut, szenet, fluoritot, rezet és haltermékeket exportál, gépipari és elektronikai termékeket importál. Személykikötőjéből főként Japánba indulnak járatok. Külön halász- és kőolajkikötő. Az öböl szemközti partján, Vrangel településen találjuk a jégmentes Keleti-kikötőt (Vosztocsnij port), melyet a tervek szerint a leendő Szibéria-Távol-keleti kőolajvezeték végállomása és az egyik legnagyobb kőolajkikötő lesz a jövőben. Jelentős a halászat és a halfeldolgozás (konzervgyártás). Hajójavítás, élelmiszer- és építőanyagipar.
A városban a vlagyivosztoki egyetem kihelyezett gazdasági kara működik.

## Testvérvárosai
- Otaru – Hokkaidó, Japán
- Maizuru – Kiotó, Japán
- Curuga – Fukui, Japán

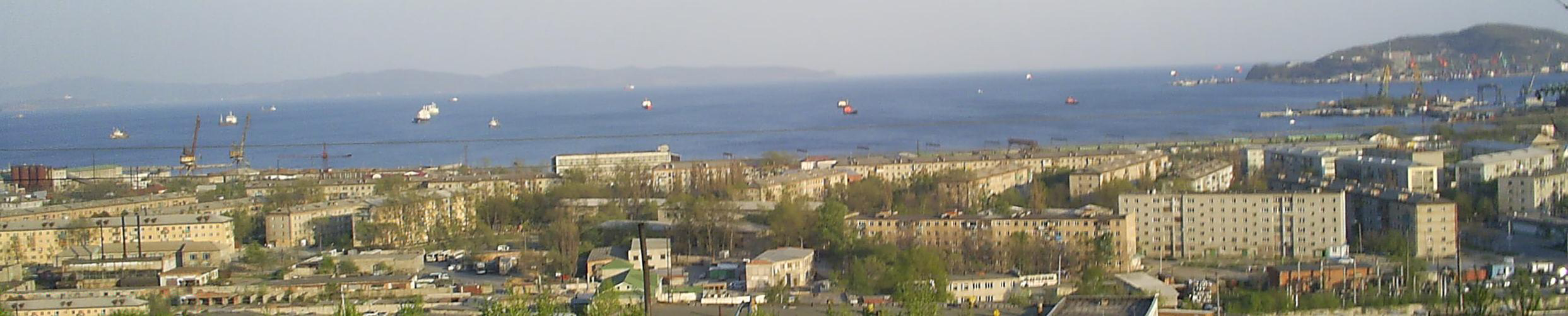
Nahodka látképe

- Oakland – Kalifornia, USA
- Bellingham – Washington, USA